# Alberto Sant
Albert Sant Alentà (Sabadell, 27 de octubre de 1933) fue un ciclista español que fue profesional entre 1952 y 1964. Su padre y su hermano Pere también corrieron profesionalmente.
Durante su carrera deportiva consiguió algunas victorias, destacando el campeonato de España en Pista americana (1953), vencedor de una etapa de la Vuelta en Cataluña de 1954, ganador de un Campeonato España por Regiones (1957) o ganador de la primera edición de la Vuelta en La Rioja (1957).

## Biografía

### Campeonato de España de Ciclismo en Pista
El 1953 Campeonato de España en pista (americana) La carrera se realizó en el pabellón de deportes de Barcelona en agosto de 1953. Participaron entre 14 y 16 equipos. Entre los más destacados Miquel Poblet - Bernardo Ruiz, los hermanos Timonet (uno de ellos campeón del mundo de trasmoto), los hermanos Saura, Crespo y los hermanos Pere i Alberto Sant. La carrera  era de 100km y los hermanos Sant se impusieron con un tiempo de 2h 11min.

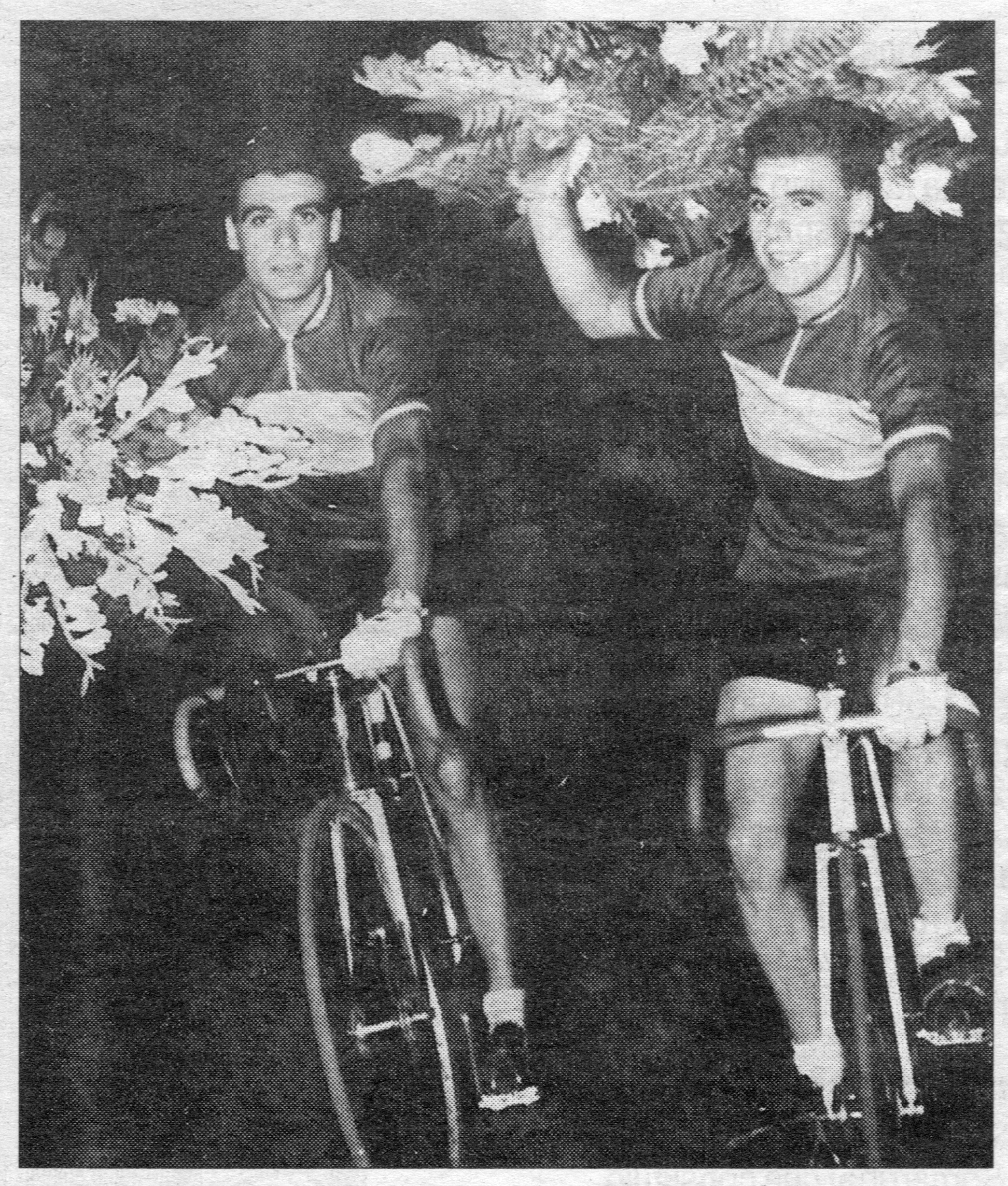
Los hermanos Pere y Albert Sant Alentà, vencedores del campeonato de España en pista americana del año 1953.

### Vuelta a Cataluña
Albert Sant participó con el maillot de la Penya Solera. La Volta a Catalunya se desarrolló entre el 5 y el 12 de septiembre (de domingo a domingo). La 1a etapa se realizaba siempre en la ciudad de Barcelona y consistía en una serie de vueltas por el circuito de Montjuïc durante la mañana (la ganó Serra). Por la tarde se realizó la 2a etapa (de Barcelona a Manresa) passando por El Bruc, Collbató y Sant Vicenç de Castellet (62km). A la mañana siguiente la 3a etapa, de Manresa a Figueres (la etapa más larga que se ha realizado en La Volta con 274km). De buena mañana, justo clareando, salieron de Manresa hacia Montserrat y luego a Can Massana, siguiendo la ruta hacia Martorell y Terrassa. Chacón se escapó en este punto y tanto Sant como Serra y el italiano Serena siguieron su rueda para no perderlo. A Albert Sant le hubiera gustado ser el primero en Sabadell (su ciudad natal)  però fue Chacón quien pasó primero. La carrera seguía hacia Granollers y Mataró. En Mataró se hizo una parada técnica de 20 minutos, para lavarse y comer. A continuación salieron con el tiempo que tenían al llegar. Chacón fue quedándose atrás y el grupo de Serra, Sant y Serena tiró con fuerza. Al llegar a Figueres Albert Sant sacó unos metros en el sprint y ganó la 3a etapa. Al día siguiente salió con el maillot verde de líder (el verde identificaba el líder de los independientes). El vencedor de la 4a etapa (Figueres - Puigcerdà) fue Corrales. Poblet venció en 4 etapas (triunfo continuado en las 3 últimas). El vencedor de la Volta a Catalunya 1954 fue el italiano Walter Serena.

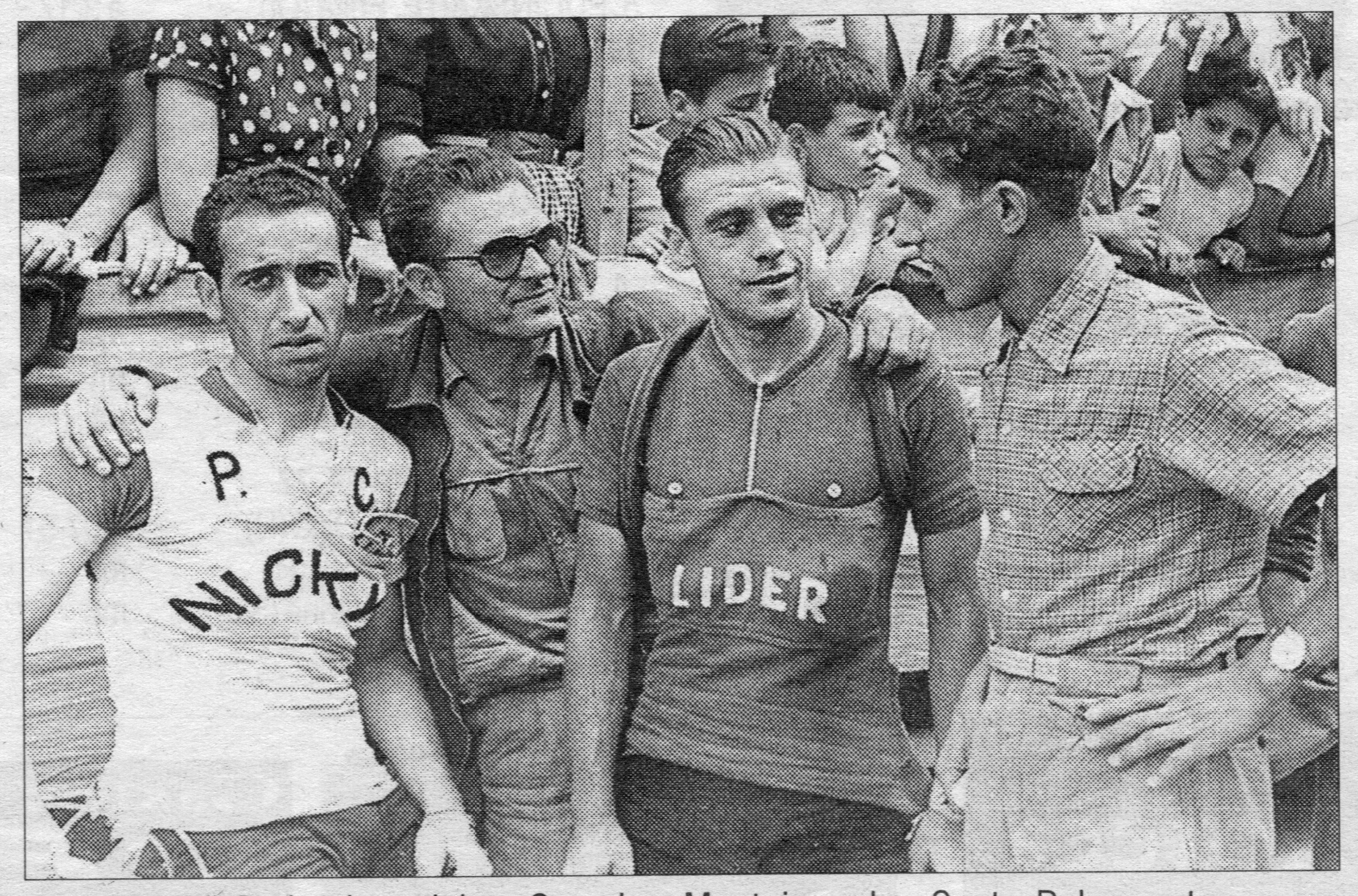
Llegada a Puigcerdà (final de la 4a etapa). De izquierda a derecha: Corrales (vencedor de la etapa), Mostajo (padre), Albert Sant (con el maillot verde de líder) y Bahamontes.
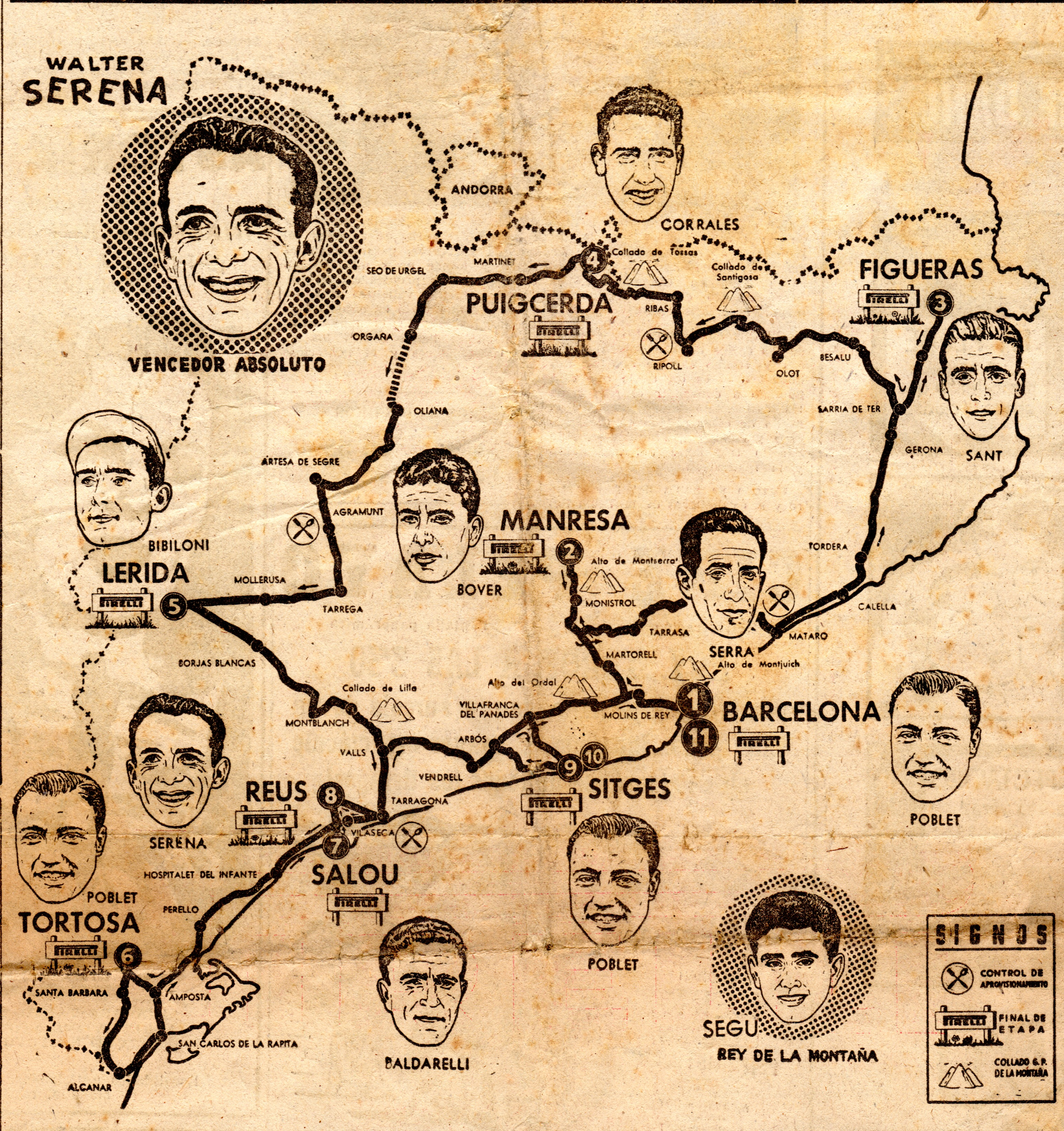
Volta a Catalunya 1954. Vencedores por etapas.
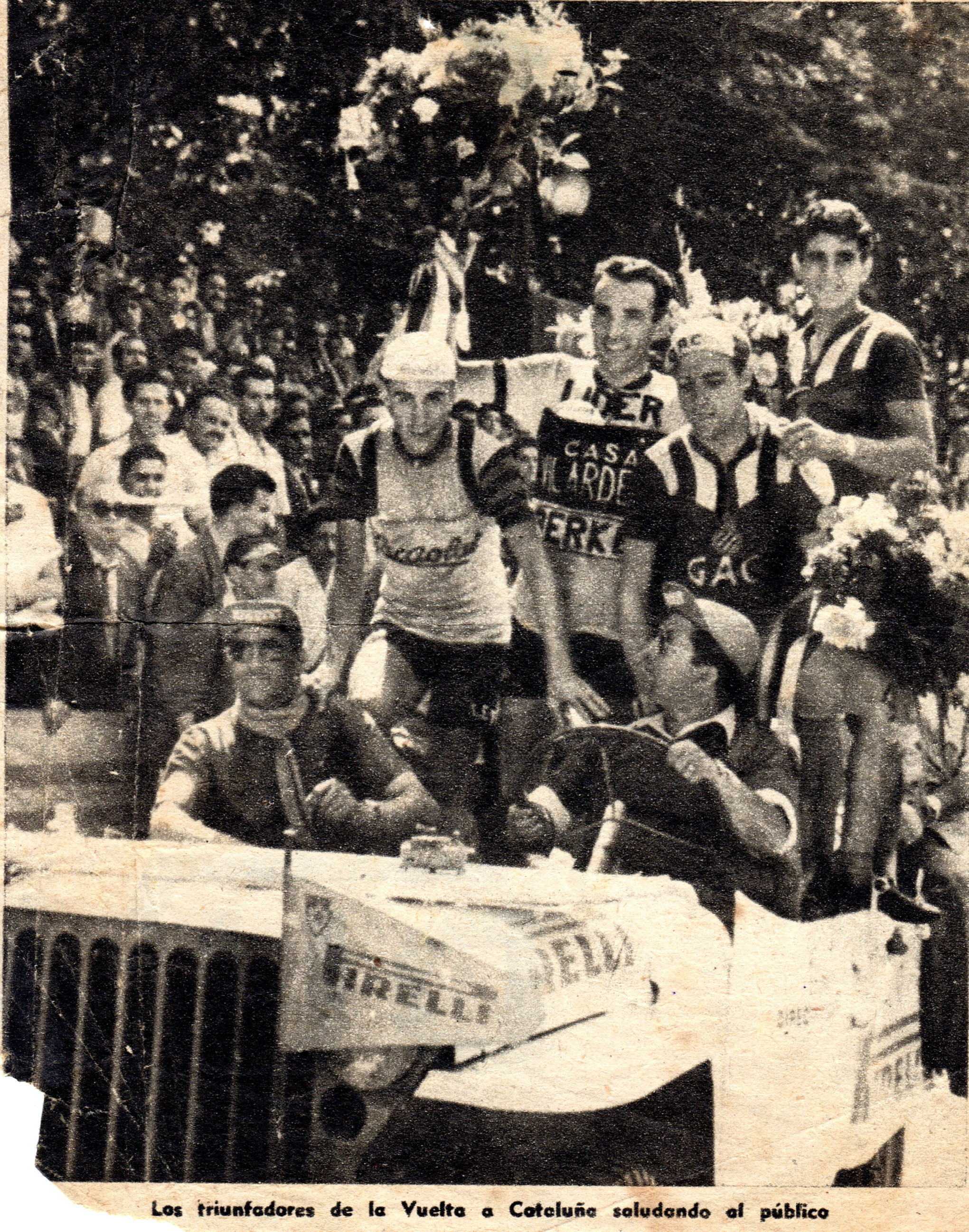
Volta a Catalunya 1954. Los triumfadores saludan al público que acudió a Montjuïc. De izquierda a derecha (de pie) Albert Sant, Walter Serena, Miquel_Poblet y Segú.

## Palmarés
1950
- Gran Premio de Ódena.

1952
- 50 cumpleaños Campeonato de España

1953
- Campeón de España en Pista (americana) junto a su hermano Pere.
- Grande Pulse Fiestas de Figueres
- Grande Premio Sitges

1954
- Campeonato de Cataluña
- Campeonato de Sabadell
- 1 etapa de la Volta a Cataluña y 2º en la general

1957
- Vuelta a La Rioja
- Campeón de España por Regiones
- 2 etapas de la Vuelta a Colombia

1958
- 1 etapa de la Vuelta del Sudeste de España

1962
- 1 etapa de la Vuelta en Andalucía

### Resultados en la Vuelta a España
- 1957. 14º de la clasificación general
- 1958. Abandona
- 1961. Abandona